# Led Zeppelin North American Tour 1972
Led Zeppelin North American Tour 1972 var en konsertturné med det brittiska hårdrocksbandet Led Zeppelin i USA 6 juni - 28 juni 1972. Turnén började med två spelningar i Nederländerna 27 maj och Belgien 28 maj innan Nordamerikaturnén.

## Låtlista
En ganska typisk låtlista med viss variation är följande:
1. "LA Drone" (Page, Jones)
2. "Immigrant Song" (Page, Plant)
3. "Heartbreaker" (Bonham, Page, Plant)
4. "Celebration Day" (Jones, Page, Plant)
5. "Black Dog" (Page, Plant, Jones)
6. "Over the Hills and Far Away" (Page, Plant)
7. "Since I've Been Loving You" (Page, Plant, Jones)
8. "Stairway to Heaven" (Page, Plant)
9. "Going to California" (Page, Plant)
10. "That's the Way" (Page, Plant)
11. "Tangerine" (Page)
12. "Bron-Y-Aur Stomp" (Page, Plant, Jones)
13. "Dazed and Confused" (Page)
14. "What Is and What Should Never Be" (Page, Plant)
15. "Dancing Days" (Page, Plant)
16. "Moby Dick" (Bonham)
17. "Whole Lotta Love" (Bonham, Dixon, Jones, Page, Plant)

Extranummer
- "Rock and Roll" (Page, Plant, Jones, Bonham)
- "Thank You" (Page, Plant)
- "The Ocean" (Bonham, Jones, Page, Plant)
- "Communication Breakdown" (Bonham, Jones, Page)
- "Bring It On Home" (Dixon, Page, Plant)

## Turnédatum

### Uppvärmningskonserter i Europa
- 27/05/1972:  Oude Rai - Amsterdam
- 28/05/1972:  Vorst Nationaal - Bryssel

### Nordamerika
- 06/06/1972:  Cobo Hall - Detroit
- 07/06/1972:  Forum de Montréal - Montréal
- 08/06/1972:  Boston Garden - Boston
- 09/06/1972:  Coliseum - Greensboro (North Carolina)
- 10/06/1972:  Buffalo Memorial Auditorium - Buffalo
- 11/06/1972:  Civic Center - Baltimore
- 13/06/1972:  The Spectrum - Philadelphia
- 14/06/1972:  Nassau Coliseum - Uniondale (New York)
- 15/06/1972:  Nassau Coliseum - Uniondale
- 17/06/1972:  Memorial Coliseum - Portland (Oregon)
- 18/06/1972:  Seattle Center Coliseum - Seattle
- 19/06/1972:  Seattle Center Coliseum - Seattle
- 21/06/1972:  Denver Coliseum - Denver
- 22/06/1972:  Swing Auditorium - San Bernardino
- 23/06/1972:  San Diego Sports Arena - San Diego
- 25/06/1972:  The Forum - Inglewood (Kalifornien)
- 27/06/1972:  Long Beach Arena - Long Beach
- 28/06/1972:  Tucson Community Center - Tucson